# Linia kolejowa Warszawa Mokotów – Warszawa Główna Wąskotorowa
Linia kolejowa Warszawa Mokotów – Warszawa Główna Wąskotorowa – zlikwidowana (rozebrana), polska, wąskotorowa linia kolejowa łącząca stacje Warszawa Mokotów i Warszawa Główna Wąskotorowa.